# زبان اشاره اکوادوری
زبان اشاره اکوادوری زبان اشاره‌ای است که توسط ناشنوایان و کم شنوایان در اکوادور استفاده می‌شود.